# Anna-Louise Plowman
Anna-Louise Plowman (nacida el 9 de mayo de 1972) es una actriz neozelandesa.

## Primeros años y educación
Plowman nació en Nueva Zelanda. Asistió a la Samuel Marsden Collegiate School, Wellington, entre 1982 y 1989, y luego a la London Academy of Music and Dramatic Art y a la Escuela Lecoq de París.

## Carrera
Interpretó a la consultora anestesista Annalese Carson en Holby City y a Sarah Gardner/ Osiris en Stargate SG-1. En 2003 interpretó a Melinda MacLean, esposa del espía comunista británico Donald Maclean, y amante del espía Kim Philby (interpretado por su marido Toby Stephens), en la miniserie de televisión Cambridge Spies.
Interpretó a Diana Goddard en la historia de Doctor Who "Dalek" en 2005. Plowman también interpretó el papel de "C" en un revival de la obra de Edward Albee, Tres mujeres altas, en 2006, en el Oxford Playhouse.
De 2016 a 2017, interpretó a la camarera Mrs Hudson en la serie Black Sails, que también protagonizó Toby Stephens.

## Vida personal
Plowman se casó con el actor Toby Stephens, hijo de los actores Dame Maggie Smith y el fallecido Sir Robert Stephens, en Londres, en 2001. En mayo de 2007, Plowman y Stephens tuvieron su primer hijo, un niño llamado Eli Alistair. Simon Gray, el reconocido dramaturgo británico (que escribió Japes, una obra de teatro, y Missing Dates, un drama radiofónico, ambos protagonizados por Stephens), fue el padrino de Eli. Sus hijas, Tallulah y Kura, nacieron en mayo de 2009 y septiembre de 2010, respectivamente.
Plowman y Stephens actuaron juntos como Sibyl y Elyot en el revival de Vidas privadas de Jonathan Kent para el Festival de Chichester de 2012, reeditada en el Teatro Gielgud en 2013.

## Filmografía
| Año             | Título                   | Papel                      | Notas                                                          |
| --------------- | ------------------------ | -------------------------- | -------------------------------------------------------------- |
| 1997            | FairyTale: A True Story  | Shellycoat                 |                                                                |
| 2000            | The Adulterer            | Gabriella                  |                                                                |
| 2000            | Flick                    | Mujer de Pop               |                                                                |
| 2000–2004       | Stargate SG-1            | Dr. Sarah Gardner / Osiris | Episodios: The Curse, Summit, Last Stand, Revelations, Chimera |
| 2002            | Ultimate Force           | Marisol                    | Episodio: Just a target                                        |
| 2003            | The Foreigner            | Meredith Van Aken          |                                                                |
| 2003            | Shanghai Knights         | Debutante                  |                                                                |
| 2003            | Cambridge Spies          | Melinda Maclean            | Miniserie de televisión                                        |
| 2004            | He Knew He Was Right     | Caroline Spalding          | Miniserie de televisión                                        |
| 2004            | My Life in Film          | Charlie                    | Episodio: "Top Gun"                                            |
| 2005            | Doctor Who               | Diana Goddard              | Dalek                                                          |
| 2005            | Days of Darkness         | Lisa                       | Película de televisión                                         |
| 2006            | These Foolish Things     | Aggie                      |                                                                |
| 2006            | Agatha Christie's Marple | Helen Marsden              | Sleeping Murder                                                |
| 2006            | Ultimate Force           | Braun                      | Episodio: Slow Bomb                                            |
| 2008–2010, 2012 | Holby City               | Dr. Annalese Carson-Spence |                                                                |
| 2010            | New Tricks               | Alison Levene              | Fashion Victim                                                 |
| 2012            | 6 balas                  | Monica Fayden              |                                                                |
| 2015            | Padre Brown              | Rebecca Himelbaum          | The Judgment of Man                                            |
| 2015            | The Eichmann Show        | Jane Hurwitz               |                                                                |
| 2016            | Billionaire Ransom       | Emily Tilton Scofield      |                                                                |
| 2016–2017       | Black Sails              | Mrs. Hudson                |                                                                |
| 2019            | The Witcher              | Zola                       |                                                                |